# 漢渭陵
汉渭陵中国汉元帝刘奭及其皇后王政君同茔异穴的合葬陵园，位于陕西省咸阳市渭城区周陵乡新庄村。由陵园和陪葬区两部分组成。陵园平面为方形，边长400-410米。陵墓呈覆斗形，底边长175米，顶边长50米，高25米。其西北380米为皇后王政君陵；东北350米为傅昭仪墓；东北800米有王凤、王莽妻和冯奉世等陪葬墓12座。